# Медија
Медија (перс. Māda, акад. Mādāya) била је прво иранско царство које је од краја 8. до средине 6. века п. н. е.. обухватало просторе Великог Ирана, северне Месопотамије и источне Мале Азије. Пре оснивања Медијског царства ирански народи живели су у мањим племенским заједницама и није постојала хијерархија владавине, међутим ратови с Асирцима довели су до њиховог уједињења односно стварања моћне монархије која је постала темељ за све касније иранске династије.
Оснивачем Медијског царства сматра се Дејок, племенски вођа којег су медијски племићи изабрали за судију у решавању спорова, а потом и медијским краљем. Приликом стварања медијске државе она је обухватала само мање територије југозападно од Каспијског језера, међутим у доба највећег медијског владара Кијаксара проширена је на већину азијског дела Блиског истока. Та подручја простирала су се на 2,8 милиона km², што је Медију чинило дотад највећим царством у историји. Границе царства биле су реке Кизил у Анадолији и Тигар у Месопотамији на западу, Кавкаске планине и Согдијана на северу, и Индија на истоку.
Значај медијске државе у старовековној историји је вишеструк. Ирански народи по први пута у историји се уједињују и тиме стварају политичку противтежу Вавилону и Асирији, главним силама на западу. Медијци у савезу с Вавилонцима освајају Новоасирско царство, дотад најјачу војно-политичку силу у регији. Такође, сукоб Медијаца с Лидијом у Малој Азији представља први контакт древног Ирана с грчким светом. Вероватно највећи значај представља сам пад Медијског царства 550. п. н. е., будући како је на његовим темељима персијски владар Кир Велики створио Ахеменидско царство, највећу и најмоћнију иранску државу у историји старог века.

## Историјски извори
Данас готово и не постоје историјски документи писани медијским језиком, а није познато ни каквим су писмом писани. Из доба Медијског царства пронађена је само једна бронзана плакета која датира раније од ахеменидског раздобља, а ради се о запису на клинастом писму писаном на акадском језику који датира из 8. века п. н. е., али не спомиње медијске називе. Нека модерна истраживања показују како је линеарно еламско писмо (које још није дешифровано) можда писано на медијском језику, претпостављајући како је Кутик-Иншушинак оригинално иранско име медијског владара Кијаксара, а не много ранијег еламског краља
Проблем недостатака аутохтоних медијских докумената надокнађују историјски документи других древних народа, као што су асирске и вавилонске кронике, библијске књиге о Књига пророка Наума и Данијелу из Старог завета, Бехистунски натписи из доба Персијског царства, те дела грчких историчара Херодота и Ктезија, однсоно вавилонског историчара Бероса. Будући како сви наведени страни извори потичу из земаља западно од Медије, о историји источних медијских покрајина као што су Бактрија, Арија, Сагартија, Дрангијана или Арахозија не зна се готово ништа.

### Месопотамске хронике
Већина владара Новоасирског и Нововавилонског царства бележила је документе писане на клинастом писму у којима се спомињу разна политичка, верска и друштвена дешавања. Будући како су обе државе биле у посредној интеракцији с Медијским царством, наведени историјски записи који датирају из прве половине 1. миленијума п. н. е. представљају значајан извор информација о Међанима. Медијски политички односи с двема месопотамских држава се разликују; Асирци су били њихови велики непријатељи, док су им Вавилонци били савезници. Најстарији документи који спомињу Медијце датирају из доба владавине асирског краља Саргона II из 8. века п. н. е., где се оснивач Медијског царства Дејок спомиње неколико пута као Даиуку. Према истима, он је био покрајински владар (шакну) територије зване Манеја уз границу с Асиријом. Остали месопотамски историјски документи укључују хронике вавилонских владара Набопаласара и Набукодоносора II, као и хронике из доба вавилонског владара Набонида које спомињу Кирово свргавање последњег медијског владара Астијага, односно пад Медијског царства.

### Стари завет
Библијске приче из Старог завета које спомињу Медијце укључују књиге о Науму и Данијелу. Књига о Хахуму детаљно описује пад асирског града Ниниве који је освојио медијски владар Кијаксар у савезу с вавилонским владаром Набопаласаром. У књизи о пророку Данијелу спомиње се преглед виђења о четири звери које представљају древне монархије Старог Истока које су владале градом Вавилоном:
1. Лав с крилима орла - представља Нововавилонско царство
2. Медвед - Медијско царство
3. Четвороглави леопард с крилима - Ахеменидско царство
4. Звер с десет рогова и гвозденим зубима - Македонско царство

Интерпретација која описује Нововавилонско царство је исправна будући како су такви прикази ( ламасус) карактеристични за вавилонску уметност. Такође, леопарди су чести мотиви у персијском златарству, док се Александар Македонски често описује с овновим роговима његовог митолошког оца Амона. Оно што пак представља проблем старозаветне интерпретације јесте управо Медијско царство, које према свим осталим историјским изворима никада није освојило Вавилон. Аутор књиге о Данијелу владара који је покорио Вавилон спомиње као Дарија Медијског, међутим ради се о личном имену искључиво персијских владара (Дарије I, Дарије II, Дарије III). Будући како је наведена библијска књига писана око 165. п. н. е., претпоставља се како су на њеног аутора утицали грчки историчари попут Херодота (који је иначе поистовећивао Асирце и Вавилонце), због чега је најверојатније како је медијски значај преувеличан. Друго објашњење јесте како се медијска интерпретација односи на медијског узурпатора Гаумату који се 522. п. н. е. прогласио великим краљем на рачун Камбиза II и неколико месеци владао Персијским царством док га није свргнуо Дарије I. Ово прича је детаљније објашњена на Бехистунским записима и у Херодотовим делима, а односи се на раздобље након пада Медијског царства односно на ахеменидско раздобље када је Медија била део Персијског царства.

### Бехистунски натписи
Бехистунски натписи су вишејезични документи који укључују текстове писане на клинастом писму на три језика; персијском, еламском и вавилонском. Датирају из краја 6. веку п. н. е., а дао их је израдити Дарије I, владар Персијског царства. Ови историјски документи говоре углавном о историји ахеменидске динстије која је од 550. п. н. е. владала Медијом, односно на раздобље Дарије I владавине (552.-486. п. н. е.). Ипак, у записима се спомиње устанак Медијаца из 522. п. н. е. чији је вођа Кшатрита тврдио како потиче из лозе медијског краља Кијаксара (625.-585. п. н. е.), што значи како се бехистунски натписи делом надовезују на историју Медијског царства.
Медијско царство је током Персијског устанка (552—550. п. н. е.) покорио Кир Велики, оснивач Персијског царства. Док је његов син и наследник Камбиза II водио походе у Египту, године 522. п. н. е. на персијски престо ступа узурпатор Гаумата из медијске свештеничке касте који се представљао као Камбизов брат Смердис. Он је ослободио све сатрапије од плаћања пореза на три године, и прогласио медијску цитаделу Сикаyауватиш његовом престоницом. Овај потез изазвао је осуду код персијске елите, па је седам племића предвођених Дарије I збацило Гаумату с престола након свега седам година владавине. Након овог догађаја уследило је неколико устанака у Вавилонији и Медији, где је споменути медијски вођа Кшатрита тврдио како припада лози Кијаксара, након чега је добио потпору сатрапија Сагартије, Партије и Хирканије. Ипак, побуну је 521. п. н. е. угушио персијски генерал Хидарн Старији, док је сам Кшатрита заробљен покрај града Раја у експедицији коју је водио сам Дарије I. Устанак је наставио Сагартијац Тритантах који је такође тврдио како потиче од медијског краља Кијаксара, али и он је поражен приликом похода Даријевог медијског генерала Такхмаспада. Гушењем побуне завршавају се приче о догађајима које се барем делом односе на некадашње Медијско царство односно на његове владаре.
Остали перзијски извори о Медијцима укључују и рељефе из Персепоља који приказју њихов изглед. Ти рељефи датирају из 515. п. н. е. (доба владавине Дарије I) односно само 35 година након пада Медијског царства, па се могу сматрати релевантним документом.

### Грчки историчари
О медијској династији писали су и грчки историчари Херодот и Ктезије који су живели у 5. веку п. н. е., односно 100 година након пада Медијског царства. Херодот је рођен 484. п. н. е. у Халикарнасу, главном граду тадашње персијске сатрапије Карије, а његова дела „Историје“ писана између 440. и 430. п. н. е. представљају најопширнији а тиме и готово најважнији извор информација о медијском раздобљу. Она су својеврсни роман и имају сасвим нови приступ у писању историје, међутим Херодот је у западном свету прихваћен као творац историје какву данас познајемо па се често назива и „оцем историје“. Био је велики путник и током свог живота обишао је Персијско царство, Египат, Либију, Сирију, Вавилонију, Сузу, Лидију, Фригију, Бизантиј, Тракију, Македонију и Италију где је слушао и билежио приче локалног становништва. Упркос томе што су га критиковали и антички и модерни историчари, од 19. века Херодотова репутација драматично се поправила будући како су бројна археолошка налазишта потврдила многе његове приче Модерни поглед на Херодота јесте како је направио изузетан посао у своме делу „Историја“, али на његову хронологију и нумерику гледа се са скептицизмом. За разлику од осталих историјских извора која су најчешће сачувана само у фрагментима, Херодотово дело „Историја“ које се односи на Медијце (I књига; 95—144.) сачувано је у целости.
Ктезије је пак био грчки лекар и историчар који се родио у граду Книду у покрајини Карији. Радио је као лекар у служби персијског великог краља Артаксеркса II, којег је пратио током његовог похода против побуњеног брата Кира Млађег. Ктезије је писао о Персијском царству и Асирији у своме делу „Персика“ које се састоји од 23 књиге, а за које се претпоставља како се темељи на персијским краљевским архивима. Будући како је живео на персијском краљевском двору, његова дела представљају најобјективнији осврт на историју древне Перзије и Медије, и стога су често контрадикторна с Херодотовом збирком „Историја“. Ипак, његова дела о Медијском царству (књиге 4—6.) сачувана су само у фрагментима.
Од осталих историчара ваља споменути и Бероса, вавилонског свештеника, писца и астронома из хеленистичког доба који је живио у 3. веку п. н. е., а писао је на грчком језику. Он у својим делима (Вавyлониака) углавном пише о историји Вавилоније, па спомиње дипломатске бракове између краљевских породица Медијаца и Вавилонаца. Као што је случај и с Ктезијем, проблем код његових осврта је неусклађена хронологија с осталим историјскимдокументима, због чега се сматрају мање поузданима.

## Порекло
Долазак иранских народа као што су Међани, Персијанци и Парти на територију Великог Ирана одиграо се у 2. веку п. н. е., непосредно након завршетка бронзаног доба. Ирански народи припадају широј породичној групи индоевропских народа (чију прадомовину историчари смештају у Средишњој Азији), односно њеној подгрупи индоиранских народа којој осим иранских припадају још и индоаријски народи. Ови последњи су приближно у исто време населили север Индије.
У 1. веку п. н. е. ирански народи Медијци, Персијанци, Парти и Бактријанци насељавали су иранску висораван све до Загроса, док су се остали попут Скита, Сармата, Кимеријаца и Алана сместили на степама северно од Црног мора. Племена Скита и Сака боравила су углавном на јужном делу, а насељавала су пространа подручја од Балкана до Xињианга.
Подела протоиранских племена на „западна“ и „источна“ оверена је у најстаријим иранским језицима; староперсијском и авестанском језику.

## Медијски владари
| Владар                                                                           | Период               | Период               | Период               | Период               | Родно сродство            |
| Владар                                                                           | *Херодот             | *Џорџ Камерон        | *Едвин A. Грантовски | *И. M. Диаконоф      | Родно сродство            |
| Дејок                                                                            | 700. - 647. п. н. е. | 728. - 675. п. н. е. | 672. - 640. п. н. е. | 700. - 678. п. н. е. | син Фраорта Старијег      |
| Фраорт                                                                           | 647. - 625. п. н. е. | 675. - 653. п. н. е. | 640. - 620. п. н. е. | 678. - 625. п. н. е. | син Дејока                |
| Мадије Скитски                                                                   | X                    | 653. - 625. п. н. е. | 635. - 615. п. н. е. | X                    | Скитски привремени владар |
| Кијаксар                                                                         | 625. - 585. п. н. е. | 625. - 585. п. н. е. | 620. - 584. п. н. е. | 625. - 585. п. н. е. | син Фраорта               |
| Астијаг                                                                          | 585. - 550. п. н. е. | 585. - 550. п. н. е. | 584. - 550. п. н. е. | 585. - 550. п. н. е. | син Кијаксара             |
| *Све хронолошке процене су с Enciklopedije Iranice (Medija - Medijska dinastija) |                      |                      |                      |                      |                           |

### Медијска племена
Према Херодоту, медијски народ се састојао од шест племена:
- Busae - долази од персијског буза; њихово право (иранско) име је непознато.
- Paraetaceni – номадско племе.
- Strukhat
- Arizanti - од „Arya“ (племићи) + „Zantu“ (племе, клан).
- Budii - племе међу црноморским Скитима.
- Маги - религијска класа; њихов језик Сумерани су називали емегир.

## Историја

### Оснивање царства
Оснивачем Медијског царства сматра се Дејок, ког спомиње Херодот. Он тврди како се Дејоков отац звао Фраорт (као и Дејоков син), и како је Дејок био „мудар човек великих могућности и политичких амбиција“ у доба када у регији није било заједничке владе. Становници су га прогласили судијом у локалним племенским споровима, а касније и медијским краљем. Претпоставља се како су стварање медијске државе највише узроковале континуиране инвазије Асираца и Вавилонаца са запада, због чега су се иранска племена ујединила под вођством Медијца Дејока. У Дејоково доба изграђена је и палата, око које је подигнута престоница Екбатан (модерни Хамадан). Дејок је такође успоставио правосудну мрежу делом земље, а организовао је и јединицу шпијуна који су контролисали сваки део Медијског царства
Име Daiukku спомиње се неколико пута у записима који датирају из доба владавине асирског краља Саргона II из 8. века п. н. е. Дејок се спомиње као побуњенички покрајински владар (шакну) територије зване Манеја уз границу с Асиријом. Његов син заробљен је у краљевству Урарту, а Дејок је подржавао урартуског краља Руса I против манејског владара Улусунуа. Саргон II заробио је Дејока и прогнао га заједно с његовом породицом у сиријски град Хаму. Ипак, модерни историчари се питају јесу ли Daiukku из асирских записа и Дејок из Херодотових дела иста особа. Дејок је умро након 53 године владавине, а наследио га је син Фраорт.

### Сукоби с Асиријом
Попут његова оца Дејока, Фраорт је такође провео већину свог живота у уједињавању медијских племена и ратовима против Асирије. Данас није познато јесу ли постојале икакве претње Медији на источним границама будући како Медијци о томе нису оставили никакве документе, док Асирци изгледа нису били заинтересовани што се догађало источно од Медије. Оно што је највише забрињавало и Медијце и Асирце у то време била је претња са севера, коју је представљао номадски народ Кимеријци (најверојатније један од иранских народа). Они су почетком 7. веку п. н. е. нападали и Медијско и Новоасирско царство, али због родбинских веза с Медијцима одлучили су склопити савез против Асирије. Недуго касније уследио је напад на ту државу, али моћни асирски владар Асархадон успео је одбити њихову инвазију. У борбама за асирску престоницу Ниниву против његовог сина Асурбанипала гине и сам Фраорт, а недуго касније Медијци ће се наћи пред инвазијом још једног моћног племена са севера - Скита.

### Скитско међураздобље
Политичку слабост Медијског царства након Фраортове погибије и одсутност медијске војске у осветничком походу против Асираца које је предводио Фраортов син Кијаксар искористили су Скити који су предвођени Мадијем провалили у Медијско царство, поразила Медијце који су им се покушали супротставити, и према Херодоту завладали њиме 28 година. Грчки историчар тврди како су Скити тада овладали већим делом (њему познате) Азије, а напредовање према Египту спречио је фараон Псамтик I који им је поклонио прегршт дарова Након 28 година скитске доминације над Медијским царством коју су обележили бруталност и високи порези, Кијаксар је 625. п. н. е. подигао устанак и поразио Ските. Херодот наводи како је Кијаксар намамио скитске вође на банкет, напио их а потом погубио. Преживели су побегли у малоазијску Лидију, што је довело до медијско-лидијских политичких тензија.

### Медијско-вавилонски поход на Асирију
Кијаксар је запамћен као војсковођа изузетних способности; био је први владар у историји који је војску поделио на посебне јединице пешадију-копљаника, стрелце и коњицу, будући како су помешани родови војске претходно доводили до метежа на бојишту. Године 614. п. н. е. Кијаксар је покушао остварити наум свог оца и коначно уклонити асирску опасност са запада. Медијско царство склопило је савез с вавилонским краљем Набопаласаром те су заједничким снагама напали Новоасирско царство на два фронта. Већ крајем године Међани су присвојили асирску провинцију Арапке (подручје око данашњег града Киркука), а потом и Тарбис који се налазио уз Тигар северно од Ниниве. Исте године пало је и асирско религијско средиште Ашур што је Медијцима донело велика богатства и тиме ојачало њихово царство. У међувремену су на југу напредовали и Вавилонци, који нису стигли учествовати у бици за Ашур а тиме ни у подели плена. Ипак, дипломатске везе Медије и Вавилоније ојачане су Кијаксаровом женидбом Набопаласарове кћери (према Беросу).
Међани и Вавилонци поново су удружили снаге 612. п. н. е. када су кренули у напад на асирски главни град Ниниву, чији је пад детаљно описан у библијској Књизи о Науму. Остаци асирске војске предвођени њиховим последњим владаром Ашур-убалитом II успели су се пробити кроз линије опсаде и побећи у Харан где су поражени 609. п. н. е. Ова медијско-вавилонска победа означила је коначан пад Новоасирског царства, односно његову поделу између два освајача. Недуго након ратова против Асираца Медијско царство припојило је и краљевство Урарту на северу, а граница између Медијског и Вавилонског царства одређена је јужно од Ашура и Харана.

### Походи против Лидије
Крајем 7. века п. н. е. у Малој Азији расте утицај Лидије, коју су повољан геостратешки положај и трговина претворили у једну од најбогатијих држава тог доба. Према Херодоту, Кијаксар је покренуо рат против Лидије зато што је та земља прихватила скитске бегунце који су преварили Медијце на начин да су на једном банкету уместо дивљач послужили медијског дечака. Лидијски краљ Алијат II одбио је изручити бегунце Кијаксару, што је довело до петогодишњег рата.
Антички извори говоре како се на дан одлучујуће битке код Халиса догодило помрачење Сунца што су и лидијске и медијске снаге протумачиле као знак надприродних силе која их жели помирити. Будући како се датуми помрачења астрономски могу одредити, битка код Халиса представља један од најстаријих прецизно одређених историјских догађаја (28. мај 585. п. н. е.). Мир је склопљен уз посредништво Вавилонаца и Киликијанаца, а склопљен је и дипломатски брак између Кијаксаровог сина Астијага и Алијатове кћери Аријене чиме је ојачан њихов савез. Граница између две моћне државе одређена је рекама Халис (Кизил).

### Раздобље мира и благостања
Године 585. п. н. е., непосредно након споразума с Лидијцима медијски краљ Кијаксар умире, а на пријесто долази његов син Астијаг. Он се оженио Аријеном, сестром лидијског краља Креза, док се Астијагова сестра Амитис удала за вавилонског краља Набукодоносора II Овим дипломатским браковима Астијаг постаје родбински повезан с најбогатијим и најмоћнијим државама Блиског истока, што омогућава његовом Медијском царству дуг период мира и благостања. У то доба широм Медијског царства развија се зороастризам, у Лидији успевају славни научници и књижевници попут Солона, Езопа и Талеса, док Набукодоносор II претвара Вавилон у метрополу какву свет дотад још није видео. Астијагова кћер Мандана удала се за персијског вазалског владара Камбиза I с којим је имала сина Кира Великог, који ће касније свргнути свог деду с пријестола.

### Персијски устанак
Персија је била вазална краљевина Медијског царства од краја 7. века п. н. е., када су Међани у савезу с Вавилонијом покорили Новоасирско царство и приграбили њене вазалне територије, међу којима је била и Персија. Током медијске доминације постојале су две персијске краљевине Аншан и Парсумаш, али биле су јако повезане у политичком и родбинском смислу. Године 559. п. н. е. на аншански (персијски) трон долази Кир II Велики, син Камбиза I Будући како је пренос круне Парсумаша с Арсама (Аријарамнов син) такође прешао на Кира Великог, он је објединио два персијска краљевства па се сматра првим правим персијским краљем. Ипак, у почетку Кирове владавине Персија је и даље имала вазални статус под доминацијом моћног Медијског царства којим је владао Астијаг.
Године 553. п. н. е. због неслагања с Астијаговом политиком Камбиз I и Кир Велики подижу персијски устанак против медијске доминације над Персијом. Према Николају из Дамаска, побуну је започео Киров отац Камбиз, док је 24-годишњи Кир истовремено боравио код деде на краљевском двору у Екбатани. Астијаг је вишеструко одбијао унукове захтеве да посети родитеље у Персији, али на наговор персијског поданика Оебара ипак је Киру дозволио петомесечно путовање на југ Према Херодоту, одмах након Кировог пута родитељима у Персију медијски генерал Харпаг му је у утроби зеца послао тајну поруку о плану завере за свргавање Астијага, коју је Кир носио да преда своме оцу Камбизу. Астијага су наводно приликом забаве узнемириле речи једне песме која је говорила о „дивљој звери с југа која креће у рат“, што га је подсетило на Кира На наговор дворских саветника, одлучио је послати 300 коњаника за задатком да врате Кира на краљевски двор живог или мртвог. Медијски коњаници сустижу Кира и предају му краљеву заповед како се мора вратити у Екбатану, на што он привидно пристаје и позива коњанике на банкет. Идућег јутра Кир бежи и одлази у град Хирбе где га је чекао Оебар с 5.000 персијских пешака које је Киру постао отац Камбиз I. У бици код Хирбе персијска војска предвођена Киром побеђује медијску коњицу при чему гине 250 Медијаца, док остали журе обавестити Астијага о догађају. Битка код Хирбе била је први велики ударац Међанима, и први њихов војни пораз након дуго времена Такође, битка је нагнала медијског краља Астијага да покрене велики војни поход против Персијанаца, док је Кир Велики истовремено покушавао наговорити северне сатрапије на побуну, односно на савез с Перзијом
Након бтике код Хирбе Кир Велики повукао се до границе с Медијом., док је медијски владар Астијаг одлучио напасти Персију с више од 1.205.000 војника Ипак, од тог великог броја трупа само је мањи део учествовао у биткама, док су Персијанци користили све засположиве снаге које су имали. Након неуспешних преговора, дошло је до главне битке. У бици код персијске границе Астијаг је предводио 20.000 својих личних чувара, док је насупрот њему стајала персијска војска с Атрадатом на десном крилу, Оебаром на левом, и Киром на средишту који је предводио најхрабрије персијске ратнике. Персијанци су се храбро одбранили и побили много Медијаца, па је Астијаг наводно заплакао на свом трону и завапио: „Како се храбро боре ти прождрљивци пистаћија“. Ипак, Персијанци су били неуспоредиво бројчано надјачани па су се повукли у оближњи утврђени град. Кир и Оебар предложили су евакуацију жена и деце на југ у Пасаргад, и наставак битке следећег дана. Идућег јутра врата града су отворена и сви Персијанци су кренули у офанзиву, док је Атрадат (Камбиз I) заједно са старцима остао чувати градске зидине. Док су се Кир и Оебар борили на бојишту, Астијаг је послао 100.000 војника да их нападну с леђа, што је присилило Персијанце на повлачење. Камбиз I је након битке био тешко рањен па убрзо умире, а Астијаг га је достојно покопао
Након херојског отпора у бици код персијске границе, Кир Велики и Оебар повукли су се у планине код Пасаргада, где су блокирали све уске кланце које воде у Персију. Са собом су повели и све персијске мушкарце, жене, децу и старце. Оебар је одлучио бранити пролазе с 10.000 тешких пешака, а поставио је снаге и на путеве који су водили у Персију што је требало онемогућити медијско напредовање. Истовремено, медијски краљ Астијаг одлучио је пронаћи пролаз кроз планине и тако опколити Персијанце, али то је било врло тешко будући како је планина висока, литице стрме, а пролази блокирани великим каменим зидовима. Око 100.000 Астијагових медијских војника одлучило се пењати уз стрму планину и тако изненадити Кира и персијске цивиле. Међани су потом опколили узвисину, након чега су напали пролазе које су чували тешко наоружани Персијанци. Ипак, конфигурација терена онемогућила је да медијска бројчана предност дође до изражаја. Истовремено, остатак медијских трупа пробијао се кроз густу шуму храстова и дивљих маслина, те су након мукотрпног пробоја успели досегнути персијску војску. У опсади пасаргадског брда 10.000 војника (Персијски бесмртници) предвођених Киром и Оебаром успешно се супротставило десетероструко већој медијској војсци, при чему је наводно погинуло чак 60.000 медијских војника. Персијанци су потукли и остатак медијских трупа у бици код Пасаргада, што је означило крај Астијагове доминације царством. Недуго касније пада и медијски главни град Екбатан, а Кир Велики заробљава Астијага.

### Пад царства
Преврат након персијског устанка узроковао је пренос политичке моћи с превише доминантних Медијаца, на други ирански народ - Персијанце, који су сада доминирали над Медијцима. Као један од разлога који су условљавали успону Персијанаца односно паду Медијског царства спомиње се тада софистицирана технологија наводњавања канатима коју су развили Персијанци, док је Медијци нису познавали. Кир Велики великодушно се понео према бившем медијском краљу Астијагу; оставио га у животу, узео га за личног саветника, и обећао како ће се понашати као његов легитимни наследник. Према Ктезију и Ксенофонту, Кир се оженио Астијаговом кћерком Амитисом што се чини нелогичним јер би тада она била и његова супруга и тетка. Вероватно објашњење јесте да се Астијаг претходно оженио још једном женом која му је родила Мандану, док је Амитис била кћерка Кијаксара, односно Астијагова сестра. Екбатан, дојучерашњи главни град Медије, због своје велике стратешке важности контролисања Средишње Азије постала је главним град новог, Ахеменидског Персијског царства
Након Астијаговог свргнућа, његов шурак Крез (краљ Лидије) кренуо је у обрачун против Кира Великог у нади да освети пораз свог зета односно да прошири своје Лидијско царство на исток, што 547. п. н. е. завршава катастрофалним поразом и падом Лидије под Персијско царство. За Астијага се претпоставља како је умро 540-их п. н. е., а једна од верзија смрти (према Ктезију) говори како га је политички противник Оебар приликом путовања из Партије оставио да умре у пустињи, али након што је Кир открио његово недело генерал Оебар починио је самоубиство како би избегао освету Астијагове сестре Амитисе.

## Политика и администрација
Неки елементи медијског административног састава вероватно су преузети од асирског модела владавине, под чијим је окриљем била и сама Медија дуги низ година. Историчар Јанос Хармата на темељу лингвистичких доказа тврди како су Медијци имали врло развијен бирократски састав, који су касније преузели и Персијанци. Претпоставља се како су у медијском раздобљу постојале и управне јединице сатрапије, али та персијска титула постојала је и пре оснивања медијске државе па се теза не може са сигурношћу потврдити. Џон Лендеринг претпоставља како је Медијско царство укључивало сатрапије Персију, Јерменију, Кападокију, Партију и Арију, али наглашава како је у питању примитивни облик сатрапије коју су касније усавршили персијски владари Кир Велики и Дарије I. Херодот пак спомиње како је оснивач Медијског царства Дејок успоставио правосудну мрежу широм земље, и организовао јединице шпијуна који су контролисали сваки део земље.

### Војска
Медијска војска играла је важну улогу у историји те државе, будући како су Међани живели на релативно незаштићеној територији због чега су били у непрестаним сукобима с околним народима попут Асираца, Скита, Лидијаца, те касније Персијанаца. Традиционална медијска војска темељила се на коњици, што је карактеристика не само код осталих иранских народа већ и бројних других племена Средишње Азије. Узгој коња била је вишевековна медијска традиција о чему су писали Асирци и Херодот., а војска састављена од коњице била је неопходна за контролисање њиховог великог царства које се простирало хиљадама километара. Будући како је удаљеност најисточније и најзападније тачке царства приближно била једнака краљевског пута из каснијег персијског раздобља, процењује се како би такво путовање пешице трајало пуна три месеца
Доласком медијских племена уз источне обронке масива Загрос почиње се развијати рударство а тиме и обрада метала, због чега долази до значајног технолошког напретка у медијској војсци. Пример су медијска бојна кола, која су се сматрала најјачим и набржим у то доба. Великим војним реформатором сматра се медијски краљ Кијаксар, будући како је био први владар у историји који је поделио војску на посебне јединице пешадију-копљаника, стрелаца и коњаника јер су раније помешани родови војске доводили до пометње на бојном пољу. Главне карактеристике медијске војске биле су мобилност и велика могућност маневрисања, због чега су војници имали слаб или никакав оклоп. Ова мана показала се кобном приликом борби с Кировим тешко оклопљеном пешадијом (Персијски бесмртници) у бици код Пасаргадског брда. С обзиром како је Медијско царство било континенталног типа, медијска морнарица према свему судећи уопште није ни постојала.
Медијска војска имала је велики утицај на формирање персијске војске о чему сведоче Херодотова дела и рељефи из Персепоља, као и чињеница да су у персијској војсци служили многи медијски генерали и адмирали као што су Харпаг, Мазар и Датис. Сви наведени служили су персијске краљеве Кира и Дарија Великог који су владали првих пола века након пада Медијског царства, па се може претпоставити како се у том раздобљу медијска војска, стратегија и ратна вештина нису битније мењали. Херодот спомиње како се у доба грчко-персијских ратова медијски војници нису битније разликовали од персијских. О томе сведоче и рељефи из Персепоља који приказују четири медијска и персијска копљаника. Сматра се како су медијски копљаници имали велику репутацију у перзијској војсци, одмах након Бесмртника.

### Опсег царства
Приликом стварања медијске племенске конфедерације, Медија се као земљописни појам односила на подручје сјеверозападног Ирана. Границе у то време нису биле утврђене, па се Медија односи на ону територију окружену осталим народима као што су Персијанци на југоистоку, Парти на истоку, Еламити на југу, Асирци на западу, те Урарту на северу. У доба медијског краља Кијаксара сви наведени народи били су покорени, а Медијско царство се простирало од средишње Мале Азије, до Хиндукуша на истоку. Западне границе формирале су реке Кизил и Тигар (река) које су делиле Медијско царство од Лидије односно Вавилоније, и Киликија. Северна граница били су горе Кавказ, Каспијско језеро, и река Аму Дарја иза које се налазила Согдијана. Границе на истоку је немогуће тачно утврдити будући како не постоје поуздане информације о продорима медијске војске, али сматра се како је Медијско царство укључивало Сагартију, Дрангијану, Арахозију, Арију и Бактрију. Према одокативном одређивању најширих медијских граница пресликаних преко десет модерних држава, површина Медијског царства износила је нешто више од 2,8 милиона km² што ту монархију чини дотад највећим највећим царством у историји.
| Модерна држава | Проценат | Укупна површина (km²) | Део некадашњег царства (km²) |
| -------------- | -------- | --------------------- | ---------------------------- |
| Иран           | 85%      | 1.648.000             | 1.400.800                    |
| Турска         | 35%      | 780.580               | 273.203                      |
| Сирија         | 10%      | 185.180               | 18.518                       |
| Ирак           | 25%      | 437.072               | 109.268                      |
| Азербејџан     | 60%      | 86.600                | 51.690                       |
| Јерменија      | 100%     | 29.800                | 29.800                       |
| Грузија        | 15%      | 69.700                | 10.455                       |
| Туркменистан   | 45%      | 488.100               | 219.645                      |
| Авганистан     | 90%      | 647.500               | 582.750                      |
| Пакистан       | 15%      | 803.940               | 120.591                      |
| Укупно         |          |                       | 2.816.720 km²                |

## Привреда
Међани су као и друга иранска племена која су населила на запад Иранске висоравни живели пастирским начином живота. Њихова главна привредна делатност још од времена када су заједно с индоаријским рођацима живели у степама источно од Каспијског језера било је сточарство, односно узгој коња, говеда, оваца, и ређе домаћих коза. Били су познати као најбољи узгајивачи коња свог времена; чак и пре њиховог насељавања планина Загроса њихови коњи били су познати у Месопотамији. Били су вешти и у металургији, посебно у обради гвожђа, па су израђивали најјача и најбржа бојна кола тог доба.
Непосредно након насљевања Међана на запад Великог Ирана, били су сведоци успешне економије темељене на трговини калаја, бакра и гвоздених руда. Ову грану трговине контролисали су Вавилонија и Асирија, будући како је доминација тим тржиштем била неопходна њиховом војном успеху и богатству. Због ових разлога оба месопотамска царства водила су вишевековне ратове у покушајима да покоре племена и државе на западу Ирана. Међу њима је била и цивилизација Елам, чије је ширење на западне падине масива Загроса и југ Месопотамије довело до успоставе контроле над трговачким рутама које су водиле у Ур, Сумер, Вавилон и Нимруд, а тиме и до сукоба с Новоасирским царством. Племенски оснивачи Медијског царства нису узимали у обзир важност трговине металима, већ се њихова стратегија углавном темељила на успешној одбрани локалних племена које су константно напдали Вавилонци и Асирци. То су остварили захваљујући поседовању софистицираних војних уређаја чиме су успели парирати супериорнијој асирској војсци, а користили су их и да стекну наклоност и земљу од домородачких племена. Документи из асирског раздобља спомињу како су од Међана примали данак у коњима, домаћим овцама, бактријским девама, у металима попут бронзе, злата и сребра, и платнима и вуненим производима. Ови подаци дају увид о раној медијској економији односно господарским гранама.
Након што су покорили Новоасирско царство и проширили своју државу на запад, Међани су преузели и контролу над трговачким путевима чиме су остварили големо богатство. Трговина доживљава прави процват, а већина робе биле су локални метал, драго камење из Средишње Азије, као и одећа и разни алати. Медијско племство било је изузетно богато, но локално становништво углавном није остваривало корист од будући како су већину трговине водили Асирци, Вавилонци, и разни трговци из сиријских градова.
Локална економија темељила се углавном на традиционалним медијским привредним гранама као што су пољопривреда и сточарство. Споменути узгој коња сигурно је одиграо најважнију улогу у локалној економији, трговини али и војсци, будући како су Међани били познати по својој коњици. У зависности од различитих окружења, одређена насеља широм царства развила су неке локалне обичаје попут рибарства, ручног обрта и лончарства. Металургија је развијана и у војне и декоративне сврхе, о чему сведоче предмети од злата и сребра из медијског раздобља. У кратким цртама, медијска економија може се описати као оријентисана спољној трговини са западним суседима у чему су предњачили метали, док је домаћа производња била углавном пољопривредна.
Будући како је Медијско царство (као и касније Персијско царство) било подељено на сатрапије којима су владали покрајински владари, претпоставља се како су подређени народи попут Јермени, Парта, Аријаца и Персијанаца плаћали прописани порез. С обзиром како тада није постојао новац, највјероватније се скупљао у стоци и металима, међутим стандардне мерне јединице за масу или обим нису познате. Прометни значај Медије углавном се односи на контролу великог дела Пута свиле који је повезивао источни и западни свет. Према свему судећи, Међани за разлику од Персијанаца нису познавали састав каната (за наводњавање) што је један од главних разлога пада Медијског царства, односно преноса доминације на персијску страну.

## Култура

### Друштвени живот
Друштвени живот Међана и осталих иранских народа темељио се на патријархалном племенском поретку. Многи историчари и археолози указују на могуће доказе како је пре доласка иранских племена постојао матријархалан друштевни поредак, позивајући се на централизовани пољопривредни систем староседеоца. Ипак, данас је познато како је приликом оснивања Медијског царства друштво било патријархално. На развој медијског друштва утицале су демографске промене, односно пораст иранских популација на уштрб локалних заједница које су ту раније живеле.
Иранско друштво састојало се од више племена, уско повезаним заједничким животом, културом и историјом, због чега су постојале и племенске конфедерације. Најзначајнији међу њима свакако су били Међани, Персијанци и Парти. Поуздано није могуће утврдити када су се иранска племена поделила на Међане, Персијанце, Парте и вероватно прото-Согдијанце. Претпоставља се како су се ове разлике појавиле након њихових миграција на запад у Велики Иран, или како су постојале и раније. Те разлике огледају се у њиховим језицима односно дијалектима, а њима су кумовале и географске разлике територија на којима су боравили.
Свако од наведених племена било је подељено на класе, а истоврсни поредак постојао је и у глобалном смислу у контексту њихових племенских конфедерација. Споменуте класе које се данас могу идентификовати биле су војничке односно владарске, уметничке и земљорадничке. Друштвена мобилност тих класа није позната али се сматра како је била прилично крута, али познато је како поделе међу њима нису биле изражене као код индијског састава касти. Наиме, процес ограничавања статуса појединаца на „изагнане“ односно унапређење истог на „недодирљиве“ није се појављивао код иранских племена, вероватно због чињенице како они за разлику од индоаријских народа нису нападали и потчињавали локално становништво. Приликом доласка Индоаријаца у долину реке Инд сусрели су напредну цивилизацију Харапа коју су морали покорити у циљу да се населе на њеним територијима, док се иранска племена током миграција на запад нису сусрела с таквим проблемом. Напротив, локално становништво попут Еламита било је угрожено од стране спољног непријатеља (Вавилонци и Асирци) на западу, што је довело до њиховог савеза. Дакле, док су Индоаријци морали надвладати локално становништво како би јамчили свој опстанак, Иранци су свој опстанак пронашли у уједињењу са староседеоцима.
Древни Међани приказани су на рељефима Даријеве ападане у Персепољу, који датира из 515. п. н. е. односно свега 35 година након пада Медијског царства, што подразумева како ти прикази могу бити релевантни у контексту предочавања медијског изгледа или одевања. Рељефи с Медијцима појављују се на три места, а приказују медијске стражаре, племиће и њихову делегацију. Разлози њиховог честог приказивања леже у чињеници како су Медијци у доба Персијског царства имали повлашћен статус који их је изједначавао с Персијанцима, а њега је увео сам оснивач царства Кир Велики. Први рељеф на средишњем панелу источног степеништа приказује четири медијска и персијска копљаника. На том рељефу Медијци носе кратке капуте, панталоне и округле капе, испод којих је коврџава коса, понекад с репом. Други рељеф смештен је на јужном панелу истог степеништа, а приказује медијску делегацију у посети Персепољу. Овде Медијци носе карактеристичне ношње, наруквице и мачеве, а дарови персијском владару укључују посуде и вазе. Трећи рељеф налази се на северном панелу степеништа, где су приказани медијски управник краљевске штале и коњи урезани до најситнијих детаља.
- Четири медијска копљаника приказани на левој страни средишњег панела
- Детаљ медијске гарде

### Религија
Информације о религијским обичајима у доба Медијског царства врло су оскудне. Између 1967. и 1977. археолошка истраживања предвођења Давидом Строначом открила су грађевину из око 750. п. н. е. која је била првенствено верског карактера. Смештена је у Тапе Нуш-е Јану, око 60 км јужно од Хамадана односно древне Екбатане. Здање је подигнуто на стени висине од око 30 м, а састојало се од средишњег храма, западног храма, тврђаве и хипостила (дворане са стубовима), око којих се налазио кружни потпорни зид изграђен од опеке. Средишњи храм имао је облик торња с унутрашњим светиштем у облику трокута. Заузимао је простор од 11 x 7 м, док су зидови били висине од 8 м. На западном углу овог светишта налазио се степенасти олтар, изграђен од глинене опеке. Као што је познато, култ ватре било је заједничко индоиранско наслеђе, а храм у Тапе Нуш-е Џану сматра се најстаријом верском грађевином у Ирану.
Остали извори о религији у медијско доба углавном се темеље на Херодотовим делима и личним именима Међана. Према Херодоту, Међани у били једина иранска племенска конфедерација која је имала и свештеничко племе. Маги или morg (перс. Magu-) били су припадници племена које се традиционално састојало од мудраца и свештеника који су чували митолошку и духовну традицију медијског друштва. Она се у племену преносила с колена на колено, односно с оца на сина. У доба владавине Астијага на његовом двору маги су служили као религијски стручњаци, особни саветници, врачеви, пророци и тумачи снова. Функција тог племена вероватно датира пре поделе иранских племена на индивидуалне конфедерације, и говори нам како су такви кланови постојали у најранијим иранским или чак индоиранским друштвима. Ово се може поткрепити чињеницом како је племе маги имало једнаки статус и у доба Персијског царства, што сведочи о њиховом континуираном утицају у иранском друштву.
Оријентолог И. М. Диаконоф тврди како су медијски владари Астијаг и можда Кијаксар прихватили религију која потиче од зороастријског учења пророка Заратустре, иако та веровања нису била идентична с његовом доктрином. Ипак, већина историчара не слаже се с његовим мишљењем. Мари Боyк тако тврди како су маги и њихове верске традиције представљале препреку приликом преласка становништва на зороастризам Претпоставља се како су од 8. веку п. н. е. у Медији превладавали маздаизам и индоиранске верске традиције, док се зороастризам као Заратустрина религијска реформа проширио у првој половини 6. веку п. н. е., односно за време владавине два последња медијска краља.
Зороастризам се проширио у доба владавине медијског краља Кијаксара, а начела и светковине те религије постаће одређујућим елементом медијске, а касније персијске и иранске културе општенитости. Претпоставља се како је постојао и синкретизам с другим религијама и митологијама, посебно месопотамском. Добро у Зороастризму је поштовани бог Ахура Мазда. Представљала га је ватра, као симбол чистоће и моћи. Зло је природна сила одвојена од Ахуре Мазде и супротстављена њему и његову делу, а егзистира само на духовном плану, за разлику од духовне и физичке егзистенције оног што је створио Ахура Мазда. Напад зла, односно злодуха Ахримана догађа се између тих двеју крајњих тачака на временској траци. Зороастризам се задржао до данашњег дана па је његова историја релативно добро очувана, упркос томе како у старом веку зороастријци нису градили храмове већ искључиво жртвенике, због чега не постоји богата археолошка оставштина.

### Језик
Медијци су говорили медијским језиком., који заједно с гилачким, мазандеранским, курдским и белуџијским језиком спада у групу северозападних иранских језика Медијски језик спомиње се искључиво у записима на староперсијском језику; о његовој граматици се не зна готово ништа. Према професору Октору Скјервеју са универзитета Харвард „медијски језик значајне фонолошке изоглосе више дели с авестанским него староперсијским језиком“. Такође, спомиње и како је „медијски језик био у одређеној мери службеним језиком у западном Ирану“
Не постоје сачувани документи који датирају из медијског раздобља, а није познато ни каквим су писмом писани. До данас је на територију древне Медије пронађена само једна бронзана плакета која датира пре ахеменидског раздобља, а ради се о запису на клинастом писму писаном на акадском језику који датира из 8. века п. н. е., али не спомиње медијске називе. Нека модерна истраживања показују како је линеарно еламско писмо (које још није дешифровано) можда писано на медијском језику, претпостављајући како је Кутик-Иншушинак оригинално иранско име медијског владара Кијаксара, а не много ранијег еламског краља.
Различитост од осталих етнолингвистичких скупина (попут Перзијанаца) очита је углавном из страних извора као што су асирски записи на клинастом писму (средина 9. стољећа п. н. е.) или Херодотова дјела из средине 5. стољећа п. н. е. која описују медијско-перзијски сукоб. Ипак, мјесни назив медијског језика није познат (као што је случај и с већином древних иранских језика), као ни детаљне разлике од језика којим су говорили остали ирански народи. Медијски језик је „вјероватно“ основа староперсијском језику. Медијски идентитет препознаје се зато што није делио једнаке елементе развоја специфичне за староперсијски језик. Медијске форме могу се пронаћи искључиво у особним и географским називима, а неке су типичне и за религијски речник па се може говорити и о авестанском утицају. Понекад постоје и медијске и староперсијске форме одређених речи које староперсијкси језик чине недоследним, пример је реч „коњ“ који се у записима на староперсијском језику спомиње и у изворном персијском облику „аса“, и у медијском „аспа“.
Користећи се упоредном фонологијом меродавних имена записаних на староперсијском језику, Роланд Кент. примећује како неке староперсијске речи потичу од медијског језика; нпр. „таксма“ (храброст) из личног имена „Таксмаспада“. Диаконоф наводи и примере термина попут „paridaiza “ (рај), „vazraka “ (велики) и „xshayathiya “ (краљевски). Средином 5. века п. н. е. грчки историчар Херодот спомиње како је „спака“ медијска реч за пса Овај назив и његово значење очуван је у данашњим иранским језицима као што је талишки. У 1. веку п. н. е. историчар Страбон (64. п. н. е.. - 24.) примјећује везе између бројних иранских народа и њихових језика: „Од Инда на истоку (...) Иран се протеже преко Персије и Медије на западу, те Бактрије и Согдијане на северу; сви ти народи говоре готово истим језиком“
Будући како је Медијско царство обједињавало већину иранских народа, широм земље говорено је већином локалним иранским језицима (нпр. персијским). Остали коришћени језици укључују еламски, акадски и лидијски.

### Уметност
Данас постоји врло мало уметничких остатака из раздобља Медијског царства, па је медијска уметност и даље предмет шпекулација. Неки историчари попут Бруна Генита чак су негирали постојање исте., док Оскар Мускарела пише како „не постоје примери медијске уметности и нису пронађени археолошки артефакти из тог раздобља“ Ипак, други истраживачи тврде како градови Тапе Нуш-е Џан и Годин-Тапе који датирају из 8. и 7. века п. н. е. потичу из медијског раздобља Утицај осталих археолошких налазишта као што су Баба Јан III на медијску културу је под знаком питања
Упркос оскудним археолошким налазиштима из медијског раздобља, њихове градове описивали су старогрчки историчари попут Херодота и Полибија, а уметнички доприноси медијских мајстора спомиње се и у персијским краљевским записима. У Херодотовој историји описане су градске зидине медијске престонице Екбатане у седам различитих боја, што сведочи како су Медијци развили богату поликромију. Будући како су рударство и обрада метала имали примарну улогу у медијској трговини са суседима, Медијци су били и врсни ковачи. О томе сведочи и податак како је већина украса од злата и сребра који датирају из каснијег ахеменидског раздобља пронађена управо у околини Екбатане, некадашњег главног града Медијског царства који је имао важну улогу и као град Ахеменидског Персијског царства. Рељефи у Персепољу приказује како медијска делегација као дарове персијском краљу носи лонце и вазе, што подразумева како је у медијско доба било развијено и лончарство. Споменути украси пак углавном приказују анималистичке облике, карактеристичне за иранску уметност тог раздобља. Краљевски записи у Персепољу спомињу како су медијски златари украсили градске зидине Даријеве краљевске палате у Сузи.

### Архитектура и урбанизам
Из медијског раздобља позната су три значајнија града; престоница Екбатан, религијски центар Рај и Хирба. О Екбатани постоји доста писаних докумената будући како се ради о једном од најстаријих континуирано насељених градова у свету (данашњи Хамадан), док са друга два града то није случај. Наиме, ограничена археолошка истраживања града Раја започела су тек 1997, а отежавању истраживања доприноси и чињеница како је град постао део ширег подручја иранског главног града Техерана на којем се налази индустријска зона. Град Хирба пак до данас није ни пронађен, али код историчараа је прихваћено да је град заиста постојао. Хирба се спомиње и као персијски град уз границу с Медијом у делима Николаја из Дамаска, а претпоставља се како се град налазио негде на потезу од Екбатане на северу до Пасаргада на југу.
Екбатан у дословном смислу значи „Место окупљања“. Старогрчки извори говоре како је Екбатана била главни град Медијског царства, а њену градњу приписују Дејоку, који је око града дао изградити седам концентричних градских зидина у различитим бојама.
У 5. веку п. н. е. грчки историчар Херодот о Екбатани пише:

Медијци су саградили град Екбатану, с јаким зидинама великих димензија, који су у круговима опасивали град. Нацрт палате је такав да сваки зид наткрива онај претходни помоћу грудобрана. Природа околине има облик благог брежуљка што одговара наведеном положају одбране, али положај је углавном продукт људског умећа. Број одбрамбених зидина је седам, а унутар задњег и најмањег налази се краљевска палата и ризница. Спољни опсадни зид био је подједнаких димензија зидина у Атини. На том зиду грудобрани су беле боје, на следећем црне, трећем црвене, четвртом плаве, петом наранџасте; предње стране зидова су фарбане. Задња два грудобрана била су сребрне, односно златне боје. Све наведене фортификације грађене су за Дејока и за одбрану његове палате.
Историчар Полибије такође описује величанствене фортификације 1300 m дужине које су опасивале краљеву палату али не и град, а Екбатану назива најбогатијим и најлепшим градом света. Данас се претпоставља како су седам наведених зидина заправо степенасти зигурат. Археолошка истраживања Екбатане и брда Хагматана оскудевају проналасцима из медијског доба, док обилују оним из персијског и партског раздобља. Такође, Екбатана се уопште не спомиње у асирским записима. Неки историчари тврде како је Сагбита или Сагбат из асирских записа ранији облик назива Екбатана или Хагматана из каснијих грчких и ахеменидских извора. Према њиховим тврдњама, слово „С“ постало је словом „Х“ у многим иранским језицима. Сагбита из асирских записа била је смештена недалеко од градова Кишесим (Кар-Нергал) и Хархар (Кар-Схаррукин).
Упркос томе како недавно откривени град Тапе Нуш-е Џан није био главни град, према Давиду Строначу тај религијски центар има велики значај за медијску архитектуру, као и за развој других оријенталних цивилизација. Архитектонски стилови у Тапе Нуш-е Џану и Годин-Тапеу садрже елементе из других култура. Асирски утицај огледа се у темељу тврђава, док се елементи цивилизације Урарту налазе у методама подизања грађевина: тунели у стени, коришћење слепих прозора и ниша, као и водовода. Хипостили или дворане са стубовима карактеристични су за архитектуру северозападног Ирана и Урартуа, али у Тапе Нуш-е Џан и Годин-Тапеу они немају мање просторије које се надовезују на главну дворану. Такве грађевине без стамбене и економске функције постале су прототип за персијске репрезентативне дворане за пријем познатије као ападане. „Средишњи храм“ Тапе Нуш-е Џана хлебастог је облика, док остале просторије не прате симетрију. Медијци очито нису само преузели стране архитектонске елементе околних цивилизација, већ су их и користили за стварање новог, аутохтоног медијског обликовања. Такође, истом методом касније су се користили и Персијанци, који су комбиновали стилове већине цивилизација Блиског истока.

## Хронологија
- 728. п. н. е. - Дејок оснива Медијско царство.
- 675. п. н. е. - смрт Дејока; наслеђује га син Фраорт.
- 653. п. н. е. - погибја Фраорта у опсади асирске престонице Ниниве; провала Скита предвођених Мадијем.
- 625. п. н. е. - Кијаксар збацује Мадија и ступа на медијски престо.
- 614. п. н. е. - медијски поход против Новоасирског царства; пад Ашура.
- 612. п. н. е. - Кијаксар и његов вавилонски савезник краљ Набопаласар освајају Ниниву што је означило крај Новоасирског царства.
- 609. п. н. е. - задњи асирски краљ Ашур-убалит II гине при опсади Харана.
- 610-их п. н. е. - Медијско царство припаја краљевство Урарту у Јерменији.
- 610-их п. н. е. - рођење Астијага, Кијаксаровог сина.
- 590. п. н. е. - рођење Астијагове кћери Мандане.
- 585. п. н. е. - након битке код Халиса склопљен медијско-лидијски мировни споразум.
- 585. п. н. е. - смрт Кијаксара.
- 577. п. н. е. - удаја Мандане за персијског владара Камбиза I
- 576. п. н. е. - рођење Астијаговог унука, односно Камбизовог и Манданиног сина Кира Великог.
- 553. п. н. е. - избијање персијског устанка.
- 552. п. н. е. - неуспешни Астијагов покушај да спречи Кира на његовом путу из Екбатане у Персију; победа Персијанаца у бици код Хирбе.
- 551. п. н. е. - Астијаг лично креће у гушење персијског устанка, али Кир одолева медијским нападима у бици код персијске границе.
- 550. п. н. е. - пораз Астијагове војске у опсади пасаргадског брда и код Пасаргада.
- 550. п. н. е. - пад медијске метрополе Екбатане; Кир Велики оснива Ахеменидско царство, поштеђује Астијагов живот и узима га као личног саветника.
- 540-их п. н. е. - смрт Астијага.

### Античка дела
- Херодот: „Историја“ (I. књига - 95—144.)
- Ктезије: „Персица“ (књиге 4—6.)
- Берос: „Вавилониака“
- Николај из Дамаска: „Општа историја“

### Модерна дела
- Briant, Pierre (2002). From Cyrus to Alexander: A History of the Persian Empire. Eisenbrauns. ISBN 978-1-57506-120-7.
- Igor M. Diakonoff: „Medija“ (Media), Ilya Gershevitch, Cambridge History of Iran, 2. svezak, London: Cambridge University Press, 1985.
- Bruno Genito: „Medijci - slaganje arheoloških dokaza“ (The Medes: A Reassessment of the Archaeological Evidence), Istok i Zapad 36/1-3, 1986.. стр. 11.
- Peter Calmeyer: „Medijska umjetnost i arhitektura“ (Median Art and Architecture), Enciklopedija Iranica, II. svezak, 1987.
- David Stronach: „Medijsko naselje Tape Nuš-e Džan“, Cambridgeova povijest Irana II., Acta Iranica, 1985.. стр. 832—837.
- Charles M. Laymon: The Interpreter's One Volume Commentary on the Bible: Introduction and Commentary, izdavač: Abingdon Press, 1971.
- Gunnar Heinsohn: „Kijaksar - medijski veliki kralj u Egiptu, Asiriji i Iranu“ (Cyaxares: Media’s Great King in Egypt, Assyria & Iran), Sveučilište u Bremenu, 2006.
- Duncker, Max (1881). The History of Antiquity. London: Richard Bentley.
- Robert Anderson Edward: „Povijest nestalih civilizacija Istoka“ (The Story of Extinct Civilizations of the East), izdavač: Phillips McClure, 1904.
- Rawlinson, George (2007) [1885]. The Seven Great Monarchies of the Ancient Eastern World. New York: John B. Eldan Press.
- Ókori keleti történeti chrestomathia. Szerk.: Harmatta János. Budapest: Osiris. 2003. ISBN 978-963-389-425-5. ISSN 1218-9855.